# Pareggiatore
Il pareggiatore è una macchina utilizzata nel settore lavorazione e allestimento degli stampati e della carta che serve ad allineare i fogli mediante un tavolo vibrante, in genere in acciaio con superficie microperforata, dotato di due righelli laterali (uno a destra e uno a sinistra) più uno posteriore. 
Una mazzetta di fogli stampati o non stampati caricata su questo tavolo viene inclinata, tramite uno snodo, verso destra o verso sinistra. Durante questa inclinazione un motore vibrante permette un allineamento preciso dei fogli della mazzetta. Questo allineamento ottimizza la stampa e il taglio della carta così preparata.
Alcuni modelli di pareggiatori sono dotati anche di un rullo spremi-aria o rullo spiana-aria che, a velocità regolabile, elimina l'aria che si trova tra i singoli fogli di carta della mazzetta, ottimizzando così ancora di più il processo di allineamento.